# Ансамбль доходных домов Московского купеческого общества
Не следует путать с Доходным домом Московского купеческого общества на улице Неглинной.
Ансамбль доходных домов Московского купеческого общества (также «Соляно́й двор») — комплекс зданий в Москве, объект культурного наследия. Занимает обширное пространство на углу улиц Солянка и Забелина и состоит из двух зданий, разделенных междомовым Г-образным проездом.

## История
В 1910-е годы обветшавшие и частично перестроенные строения бывшего Соляного рыбного двора были разобраны. На их месте был выстроен комплекс доходных домов, проект для которых выполнен архитекторами В. В. Шервудом, И. А. Германом и А. Е. Сергеевым.
При строительстве зданий в одном из дворов в 1912 году был найден клад монет XVI века в глиняном горшке. Объём клада был колоссальным — около 9 тысяч копеек.
Вчера в Москве найден старинный клад, который, судя по некоторым датам, был зарыт в землю либо во времена Бориса Годунова, либо во времена междуцарствия.
В 3 часа дня во владении купеческого общества, на Солянке, в том месте, где некогда существовал казённый соляной двор, рабочий, прорывая канаву под фундамент строящегося здания, на глубине пяти аршин, лопатою отрыл большой глиняный кувшин, который от удара лопаты разрушился, и из него высыпалось множество серебряной монеты. Монеты имеют овальную форму, на некоторых из них на одной стороне изображён Георгий Победоносец, а на другой — имеются подписи славянскими буквами, причём свободно можно разобрать даты относящиеся к временам Иоанна Грозного. Найденная монета уложена в несколько мешочков и опечатана. Вес всей найденной монеты около ½ пуда. Находка будет передана в московское археологическое общество.Утро России, 1 мая (18 апреля) 1912 года
В 1915 году композиция ансамбля была полностью завершена. В верхних этажах разместились квартиры, в нижних — магазины. Двухуровневые подвалы бывшего Соляного рыбного двора были переоборудованы под магазинные склады, в годы Великой Отечественной войны они использовались как бомбоубежища.
В советское время дом оставался жилым, хотя почти все квартиры были заселены коммунально. В 1985 году проводилась реконструкция второго корпуса, в ходе которой часть жильцов было расселена. Корпус, расположенный на углу улицы Забелина (улица Солянка, 1/2 с1), в 2014 году был переоборудован в бизнес-центр «Соляной двор».

## Архитектура

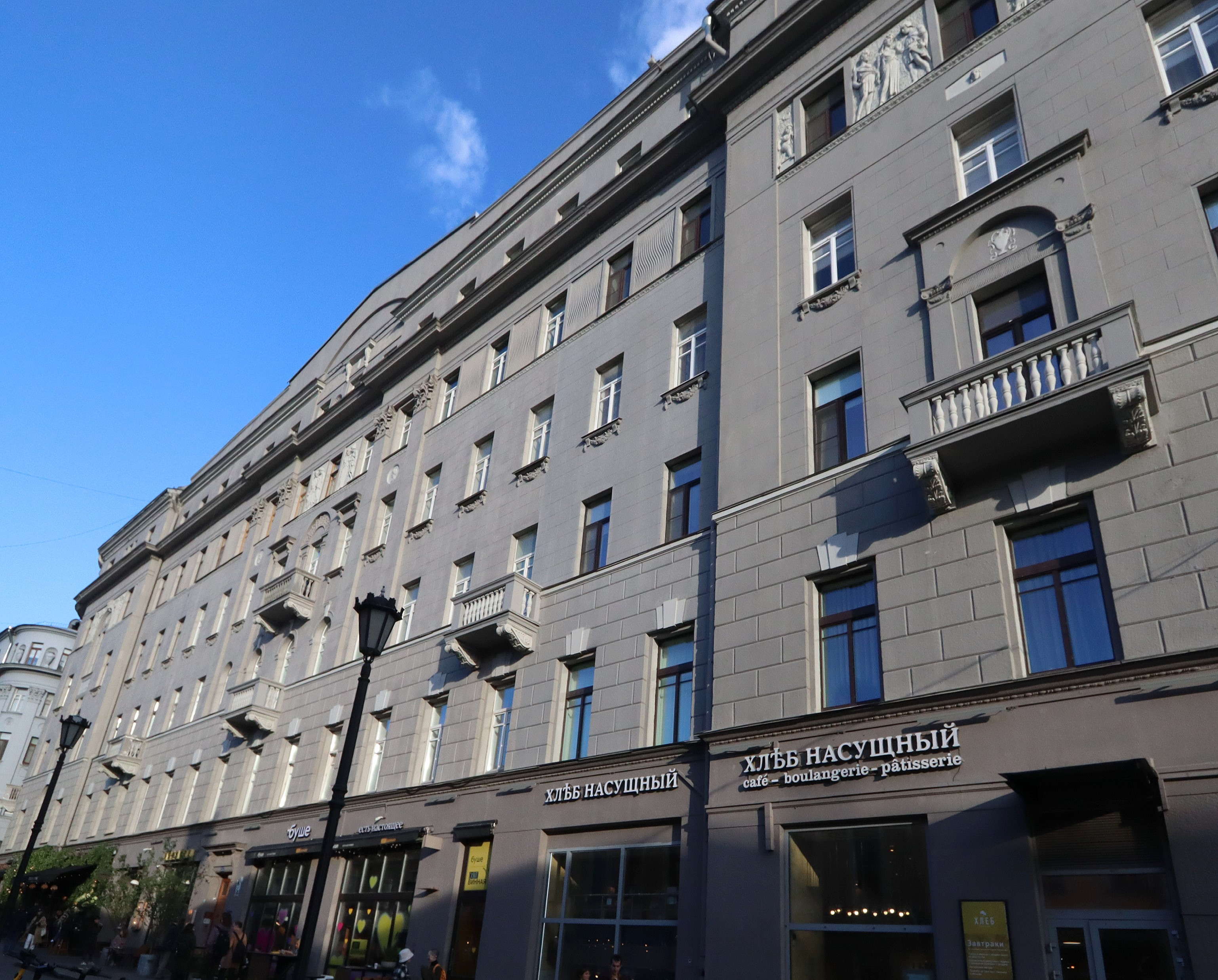
Вид на дом с улицы Забелина.

Ансамбль представляет собой комплекс из двух строений (улица Солянка, 1/2 с1 и с2), первое из которых образует в плане правильный прямоугольник с двумя дворами-колодцами, а второе огибает его с востока в виде неправильной буквы «Г».
Несмотря на сложную планировку, архитекторам удалось создать согласованный архитектурный ансамбль шестиэтажных зданий, монументальные формы которых подчеркиваются внушительным декором в стиле неоклассицизма. Открывающиеся благодаря широкому внутриквартальному проезду перспективы усиливают масштабность архитектурного ансамбля.

## Дома в кино
Выразительные здания с системой внутренних дворов и проходов привлекают кинематографистов. Дома можно видеть в фильмах «Мальчик и голубь», «Брат-2», «Авария — дочь мента». В разветвленных подвалах снимали один из эпизодов фильма «Через тернии к звёздам». Есть сведения, что съёмки фильма «Такси-блюз» проходили в одной из квартир второго корпуса: по словам режиссёра Павла Лунгина квартиру главного героя снимали на Солянке в доме под расселение, что по времени совпадает с реконструкцией здания.